# Thanh Bình, Đồng Tháp
Thanh Bình là xã của tỉnh Đồng Tháp, Việt Nam.

## Địa lý
Xã Thanh Bình có vị trí địa lý:
- Phía đông giáp xã Bình Thành
- Phía tây giáp xã Tân Thạnh
- Phía nam giáp tỉnh An Giang, ranh giới là sông Tiền
- Phía bắc giáp các xã Phú Thọ, Tràm Chim và Phú Cường.

Xã Thanh Bình có diện tích 85,99 km², dân số năm 2025 là 47.410 người, mật độ dân số đạt 551 người/km².

## Lịch sử
Thị trấn Thanh Bình được thành lập vào ngày 13 tháng 2 năm 1987 trên cơ sở tách một phần diện tích và dân số của xã Tân Phú.
Trước ngày 16 tháng 6 năm 2025, Thanh Bình là thị trấn huyện lỵ của huyện Thanh Bình, tỉnh Đồng Tháp.
Ngày 16 tháng 6 năm 2025, Ủy ban Thường vụ Quốc hội ban hành Nghị quyết số 1663/NQ-UBTVQH15 về việc sắp xếp các đơn vị hành chính cấp xã của tỉnh Đồng Tháp năm 2025. Theo đó, sắp xếp toàn bộ diện tích tự nhiên, quy mô dân số của thị trấn Thanh Bình, các xã Tân Mỹ, Tân Phú (huyện Thanh Bình) và một phần diện tích tự nhiên, quy mô dân số của xã Tân Thạnh (huyện Thanh Bình) thành xã mới có tên gọi là xã Thanh Bình.
Sau khi sáp nhập, xã Thanh Bình có 85,99 km² diện tích tự nhiên và dân số 47.410 người.